# Garantia (finances)
En els contractes de préstec, la garantia és la penyora del prestatari d'una propietat específica a un prestador, per assegurar el reemborsament d'un préstec. La garantia serveix com a protecció del prestador contra l'impagament d'un prestatari i, per tant, es pot utilitzar per compensar el préstec si el prestatari no paga el principal i els interessos de manera satisfactòria segons els termes del contracte de préstec.
La protecció que ofereix la garantia generalment permet als prestadors oferir un tipus d'interès més baix en els préstecs que tenen garantia. La reducció del tipus d'interès pot ser de fins a diversos punts percentuals, depenent del tipus i valor de la garantia. Per exemple, la taxa percentual anual (TAE) d'un préstec sense garantia sovint és molt més alta que la d'un préstec garantit o d'un préstec de registre.
Si un prestatari no paga un préstec (a causa d'una insolvència o un altre esdeveniment), aquest prestatari perd la propietat pignorada com a garantia, i el prestador passa a ser propietari de la propietat. En una transacció de préstec hipotecari típic, per exemple, l'immoble que s'adquireix amb l'ajuda del préstec serveix de garantia. Si el comprador no paga el préstec d'acord amb el contracte hipotecari, el prestador pot utilitzar el procés legal d'execució hipotecària per obtenir la propietat de l'immoble. Si es tracta d'una segona hipoteca, el préstec hipotecari principal es paga primer amb els fons restants utilitzats per satisfer la segona hipoteca. Un agent d'empenyorament és un exemple comú d'una empresa que pot acceptar una àmplia gamma d'articles com a garantia.
El tipus de garantia pot ser restringit en funció de la naturalesa del préstec, com succeeix amb els préstecs per a automòbils o les hipoteques. No obstant això, també pot ser flexible, com en el cas dels préstecs personals basats en garanties ajustables.

## Concepte
Les garanties, especialment a la banca, es refereixen tradicionalment als préstecs garantits (també coneguts com a préstecs basats en actius). Es poden utilitzar acords de col·lateralització més complexos per garantir les transaccions comercials (també conegudes com a col·lateralització del mercat de capitals). El primer sovint presenta obligacions unilaterals garantides en forma de propietat, aval, garantia o altres garanties (originalment designat amb el terme seguretat), mentre que el segon sovint presenta obligacions bilaterals garantides per actius més líquids (com ara efectiu). La col·lateralització d'actius ofereix als prestadors un nivell suficient de tranquil·litat davant el risc d'impagament. També ajuda alguns prestataris a obtenir préstecs si tenen un historial de crèdit deficient. Els préstecs amb garantia generalment tenen un tipus d'interès substancialment més baix que els préstecs sense garantia.

## Garantia comercialitzable
La garantia negociable és l'intercanvi d'actius financers, com ara accions i bons, per un préstec entre una institució financera i el prestatari. Perquè es considerin comercialitzables, els actius s'han de poder vendre en condicions normals de mercat amb una rapidesa raonable al valor just de mercat actual. Perquè els bancs importants acceptin la proposta de préstec d'un prestatari, la garantia ha de ser igual o superior al 100% de l'import del préstec o l'extensió del crèdit. Als Estats Units d'Amèrica, el total dels préstecs pendents del banc i les extensions de crèdit a un prestatari no poden superar el 15 per cent del capital i l'excedent del banc (més un 10 per cent addicional del capital i l'excedent del banc si el banc compleix determinades qualificacions).
La reducció del valor de la garantia és el risc principal a l'hora d'assegurar préstecs amb garantia negociable. Les institucions financeres controlen de prop el valor de mercat dels actius financers que es mantenen com a garantia i prenen les mesures adequades si posteriorment el valor disminueix per sota de la ràtio préstec/valor màxim predeterminada. Les accions permeses s'especifiquen generalment en un contracte de préstec o en un contracte de marge.
La tokenització de valors, com ara accions d'empreses, patents de projectes farmacèutics i de defensa, i llicències mineres, és un concepte emergent dins el món de la inversió dinàmica, tot i que encara es considera relativament experimental. Spektral Investment Bank és actualment l'únic exemple que ha implementat completament aquest concepte de tokenització, establint un capital de 800.000.000,00 euros garantit per actius físics, que inclouen drets exclusius sobre patents farmacèutiques i bioquímiques, així com llicències mineres aprovades basades en reserves.

## Exemples de garantia
La propietat intel·lectual, com ara els drets d'autor, les patents i les marques comercials, així com els fluxos de drets d'autor dels ingressos de llicències, s'utilitzen cada cop més com a garantia. L'ús de la propietat intel·lectual com a garantia en transaccions financeres amb suport de propietat intel·lectual és objecte d'una sèrie d'informes a l'Organització Mundial de la Propietat Intel·lectual.
Molts actius agrícoles es poden utilitzar com a garantia, fins i tot cultius no collits en alguns casos. Alguns bancs italians accepten rodes de formatge Parmigiano Reggiano envellit com a garantia, i fins i tot poden oferir-hi un emmagatzematge d'alta qualitat.